# Buschmühle (Schlepzig)
Buschmühle, niedersorbisch Błotny Młyn, ist ein Wohnplatz der Gemeinde Schlepzig im Landkreis Dahme-Spreewald in Brandenburg.

## Geografische Lage
Der Wohnplatz liegt rund 750 m westlich des Gemeindezentrums. Nördlich und östlich führt die Landstraße 421 um die Bebauung herum. Südlich fließt die Quasspree Ost, ein Seitenarm der Spree von Osten kommend in westlicher Richtung vorbei in das Zerniasfließ, ein nach 1910 angelegter Kanal, der seit 1989 für den motorisierten Bootsverkehr durch den Unterspreewald genutzt wird.

## Geschichte
Die Dorf- und Buschmühle Schlepzig entstand im Jahr 1740 und ist im Schmettauschen Kartenwerk verzeichnet. Sie war von der zweiten Mühle, einer Mahl- und Schneidemühle, durch einen Damm mit einem Umfluter und 16 Schutzöffnungen voneinander getrennt. Die Dorf- und Buschmühle wurde im Jahr 1846 abgebrochen. Zwölf Jahre später beabsichtigte der Mühlenmeister Karl Streichhan aus Schlepzig einen Neubau. Die neue Mühle sollte zwei Mahlgänge erhalten, der Zulauf verkleinert und vertieft werden. Im 19. Jahrhundert entstand ein zweigeschossiger Neubau aus Ziegeln.